# Così gira il mondo
Così gira il mondo (As the World Turns) è stata una soap opera statunitense, creata da Irna Phillips e trasmessa dalla CBS dal 2 aprile 1956 al 17 settembre 2010.
Ambientata in una località fittizia dell'Illinois, Oakdale, la soap ha come tema centrale i sogni e le speranze della famiglia Hughes. Man mano che la storia si evolve, entrano in scena molti altri personaggi che vanno a costituire pian piano altri nuclei familiari: i Lowell, i Munson e gli Snyder.
Per ben venti anni, dal 1958 al 1978, Così gira il mondo è stata la soap opera più seguita degli Stati Uniti, anche se in tre stagioni condivise il primato con altre soap: nella stagione 1958-1959 condivise il primato con Aspettando il domani sempre in onda sulla CBS, nella stagione 1973-1974 fu invece prima assieme ad altri due serial: Destini ed Il tempo della nostra vita (entrambi in onda sulla NBC) e di nuovo nella stagione 1977-1978 quando Così gira il mondo pareggiò nuovamente con la rivale Destini (che andava in onda alla stessa ora). Nella successiva stagione 1978-1979, entrambi i serial furono però scalzati dalla soap opera La valle dei pini, in onda sulla ABC.
È stata trasmessa in Italia su Canale 5 dal 24 febbraio 1986, per poi passare, nel 1987 su Rete 4. Dopo vari cambi di orario, è stata cancellata dai palinsesti italiani nel 1992 (l'ultima traccia della soap nella programmazione pubblicata dal Radiocorriere TV risale al 2 maggio). La sigla italiana della soap era la canzone Drowning in the Sea of Love degli Adventures.

## Storia
Così gira il mondo è stata la prima soap a trasmettere episodi di 30 minuti (assieme ad un'altra soap opera della CBS, Ai confini della notte, che iniziò lo stesso giorno), invece degli abituali 15 minuti. Sebbene la reazione del pubblico alla lunghezza delle puntate fu abbastanza tiepida, dal secondo anno in poi lo show comincia a scalare la classifica dei rating Nielsen, tanto che nel 1958, grazie ad una media di 10 milioni di spettatori a puntata, arrivò al primo posto, superando la soap sorella Sentieri, dove rimase per i seguenti 20 anni. Nel 1967, la soap - girata interamente a New York, fra Manhattan (fino al 1999) e Brooklyn - passa, dapprima, dalla trasmissione in presa diretta alla registrazione e poi dal bianco e nero al colore.
Il 2 aprile 2006, il serial ha compiuto 50 anni e l'anno dopo ha festeggiato i 13.000 episodi (puntata del 23 aprile).
Il 21 settembre 2009, in seguito alla cancellazione dai palinsesti della CBS di Sentieri, Così gira il mondo ha raggiunto due primati: è l'unica soap sponsorizzata dalla Procter & Gamble ancora in onda ed è diventato il programma televisivo più anziano della tv americana. In più, a partire dal luglio 2009, il capo-sceneggiatore di Sentieri, vincitore di un Premio Emmy, David Kreizman, si è unito a Jean Passanante e ha formato con lei un nuovo team di scrittori. L'annuncio è stato dato dal produttore esecutivo di Così gira il mondo, Christopher Goutman.
L'ultima puntata della soap - come precedentemente annunciato - è stata trasmessa il 17 settembre 2010.

## Caratteristiche
Durante il suo mezzo secolo di vita, Così gira il mondo ha messo in scena centinaia di personaggi e di storie, che talvolta sono passate dal tipico romanticismo "alla soap opera" al mistero e al thriller, temi connessi (impropriamente) solo ad altre forme di televisione. Spesso le trame si sono dilatate a dismisura, tanto da coinvolgere decine e decine di personaggi, oppure si sono dilungate nel tempo (basti pensare all'arrivo di Carly Tenney a Oakdale all'inizio del 1997 per incontrare sua sorella Rosanna: fu l'inizio di una storia che si concluse solo con le puntate del dicembre 1998). Negli ultimi dieci anni di programmazione, queste storie infinite sono sempre state ben accolte dal pubblico e dalla critica, tanto che gli sceneggiatori sono stati quasi sempre regolarmente nominati a svariati premi (primo fra tutti, il Premio Emmy). Ogni anno, sono state messe in scena almeno 3 o 4 storie importanti, che hanno tenuto vivo l'interesse degli spettatori. A queste vanno poi sommate altre microstorie che talvolta hanno lo scopo di riempire i tempi morti della soap, a meno che il pubblico reagisca in maniera molto positiva tanto da spingere gli autori a promuovere una storia di contorno a storia principale.
I personaggi protagonisti dei primi anni della serie sono stati Nancy Hughes, Bob Hughes, Kim Hughes e Lisa Grimaldi. I loro interpreti, gli attori Helen Wagner, Don Hastings, Kathryn Hays, e Eileen Fulton, rimarranno nel cast principale fino alla chiusura dello show nel 2010.
La generazione successiva è composta da Barbara Ryan (Colleen Zenk), James Stenbeck (Anthony Herrera), Hal Munson (Benjamin Hendrickson), Tom Hughes (Scott Holmes), Margo Hughes (Ellen Dolan), Lily Snyder (Martha Byrne), Holden Snyder (Jon Hensley) e Dusty Donovan (Grayson McCouch), seguita dal gruppo formato da Paul Ryan (F), Emily Stewart (Kelly Menighan), Rosanna Cabot (Cady McClain), Carly Tenney (Maura West), Jack Snyder (Michael Park) e Craig Montgomery (Hunt Block). Negli ultimi anni, si sono viste soprattutto le storie di Luke Snyder (Van Hansis), Casey Hughes (Zach Roerig), Will Munson (Jesse Lee Soffer), Gwen Norbeck (Jen Landon), Maddie Coleman (Alexandra Chando) e Jade Taylor (Elena Goode), personaggi più giovani e freschi, che hanno ridotto la presenza in scena di personaggi più "anziani", tanto da scontentare buona parte del pubblico. Così, gli sceneggiatori hanno cercato di dare un taglio a queste storie in un breve arco di tempo: nel 2007, tre teenager hanno lasciato la soap, e altri due nel 2008. A partire dal 2008, l'attenzione degli autori si è di nuovo concentrata sui personaggi più vecchi, anche se l'arrivo di Liberty Ciccone (Meredith Hagner) e il giovane Parker Snyder (Mick Hazen) li ha messo di nuovo in ombra (Liberty e Parker sono stati presenti in circa 3 o 4 episodi alla settimana per circa 4 mesi).
A differenza di altre analoghe soap opera, la serie non ha dato molto spazio ad attori bambini, concentrandosi su ruoli di adulti o al più di teenagers (come Andrew Kavovit, Brian Bloom, Joseph Cross, Amanda Seyfried, Peyton List o Mick Hazen), tanto da ricorrere in più di una occasione alla tecnica di retrodatare la data di nascita di un personaggio così da affrettarne la crescita. Ciononostante alcuni attori bambini e bambine vi hanno avuto una presenza stabile e durevole: da Colleen Broomall (1983-89), a Jeremy Zelig (1996-2001), Christopher Tavani (2001-05), Dylan Bluestone (2001-06), Giovani Cimmino (2004-06), Dylan Denton (2004-06) e molti altri.

### Gli inizi – Il "modello Phillips"
Così gira il mondo è nata dalla proficua mente di Irna Phillips, una delle più importanti autrici di soap opera radiofoniche sin dagli anni trenta. Le sue creazioni - tra cui la soap più anziana della tv americana, Sentieri - puntano al realismo psicologico di personaggi e situazioni piuttosto che al melodramma tout court. Scrive la Phillips: «Man mano che il mondo gira, affrontiamo la desolazione dell'inverno, le promesse della primavera, la ricchezza dell'estate e il raccolto dell'autunno. Il ciclo della vita è così completo». Nei suoi racconti, la Phillips mette per la prima volta al centro delle storie professionisti come dottori, avvocati o uomini di chiesa. Tutto questo accade anche in Così gira il mondo, con il suo lento studio della psicologia di personaggi e famiglie capeggiate da medici e/o avvocati. Con la Phillips, le vite private e professionali di dottori e avvocati diventano il fulcro della soap e questo espediente diventerà nel tempo un tema standard di tanti altri serial del genere (uno su tutti, General Hospital, nato nel 1963). Se le soap radiofoniche di 15 minuti davano spazio soprattutto ad un unico personaggio centrale, il passaggio ai 30 minuti ha permesso alla Phillips di introdurre più elementi narrativi (più personaggi, quindi più famiglie e di conseguenza più storie parallele) e di creare una vera e propria saga familiare.
Un'altra grande novità della Phillips è stato quello di inserire nelle storie una sorta di coro greco. Così, personaggi come Nancy Hughes (Helen Wagner) avevano il compito di raccontare la storia allo spettatore e soprattutto di commentare gioie e dolori dei personaggi della cittadina di Oakdale. Questa tecnica innovativa contribuì molto alla popolarità dello show ed è diventata, anch'essa, una sorta di standard per altre soap opera.
Altra peculiarità del "modello Phillips" è la lenta evoluzione dei personaggi e delle storie (invece di repentini cambiamenti radicali). In questo modo, una scena tipica di Così gira il mondo si caratterizza da lenti movimenti di macchina, in cui le parole prendono il sopravvento sulle azioni e confluiscono in situazioni emotivamente molto intense. Ogni nuova aggiunta alla soap - che sia essa un personaggio o una storia - avviene sempre in modo graduale ed è sempre legata ad un membro della famiglia Hughes. Il rischio però di introdurre un tale meccanismo in una soap è grande. Per tale ragione, Così gira il mondo è stata spesso accusata di essere uno show troppo uguale a sé stesso perché troppo conservatore.
L'accusa di soap "conservatrice" è comunque da imputare anche ad aspetti più "esterni" allo sceneggiato stesso. Così gira il mondo (così come Sentieri, Destini e Aspettando il domani), infatti, è stata sponsorizzata dalla Procter & Gamble, azienda che - con la sua policy - ha contribuito non poco agli inizi a evidenziare questo aspetto. Così, l'azienda ha spesso ostacolato quelle storie in cui comportamenti ritenuti immorali (come l'adulterio) rimanessero impuniti, tanto che - per esempio - alla fine degli anni ottanta ai personaggi femminili principali non era ancora permesso sottoporsi ad un aborto.

### L'età dell'oro – Douglas Marland
Forse proprio per questa "indesiderata" nomea, Così gira il mondo ha cercato negli anni di inserire nelle sue storie argomenti ritenuti tabù, almeno per quanto riguarda il "daytime". Così, la soap - grazie ad un nuovo autore, Douglas Marland - è stata la prima a legittimare un soggetto "sconveniente" (per il genere) come l'omosessualità. Già nel lontano 1988, fa capolino nella serie un nuovo personaggio, Hank Elliott (Brian Starcher) - che rivelerà in seguito di essere gay - e con lui anche altri personaggi più o meno secondari come Paul Ryan (Roger Howarth) e Andy Dixon (Scott DeFreitas), rappresentanti di quella parte della società non a proprio agio con una sessualità "non nello standard". Almeno fino a quando Hank non salverà la vita a Paul, gesto che spingerà quest'ultimo a cambiare opinione sull'uomo. Quando poi Hank esce di scena, Marland pensa di introdurre anche l'argomento AIDS. Ma se in un primo momento pensa di far morire l'uomo di tale malattia, cambia idea (perché la ritiene stereotipata) e porta Hank a lasciare Oakdale per andare ad assistere il suo partner affetto da AIDS.
L'arrivo a Così gira il mondo di Douglas Marland nel 1985 ha portato nuova linfa alla soap, tanto da ritenere gli anni del suo "mandato" la "seconda età dell'oro" del serial (dopo l'epoca della Phillips). Con Marland, lo show infatti torna al suo vecchio splendore grazie ad una semplice (ad azzeccatissima) mossa da parte dell'autore: riportare le storie alle proprie radici. Così, tornano in scena il patriarca della famiglia Hughes e sua moglie, interpretati dagli attori originali, Don MacLaughlin e Helen Wagner e con loro torna in scena quella scrittura fatta di realismo e autenticità degli esordi che si era persa nel tempo. Marland introduce poi una nuova famiglia, gli Snyder, i cui componenti vengono pienamente accettati da pubblico e critica, tanto da spingere lo show di nuovo ai "piani alti" della classifica Nielsen. Marland, soprattutto, ha avuto l'astuzia di introdurre in una soap opera argomenti come l'omosessualità, l'AIDS, i diritti dei Nativi Americani, l'incesto, l'eutanasia e la menopausa, mescolati ad argomenti più tipicamente "da soap opera". Il suo merito è sicuramente quello di avere inserito tali temi in modo sempre naturale e sempre legati a personaggi amati dal pubblico, cosa che ha spinto gli spettatori a guardare a quegli argomenti ritenuti comunemente "scomodi" sotto un'ottica diversa.

### Il nuovo millennio – Hogan Sheffer
All'inizio del XXI secolo, Così gira il mondo è stato affidato ad un nuovo autore, Hogan Sheffer. Il suo lavoro è stato ben accolto dalla critica, ma è stato sempre visto in modo controverso dai fan. Se per alcuni Sheffer ha ravvivato alcuni temi tipici dello show (lo sviluppo dei personaggi, la complessità delle relazioni e l'aspetto emotivo delle storie), per altri, il nuovo autore ha preso poco in considerazione alcuni personaggi-pilastro della soap, ignorando completamente la storia cinquantennale dello show.
Nonostante queste voci "contro" (tutte riconducibili alla fine dei suoi 5 anni a Così gira il mondo), Sheffer è stato inizialmente molto amato. La conferma è data dal successo della soap agli Emmy nel 2001, dopo essere stata ignorata per quasi tutti gli anni novanta. Il successo di Sheffer è ancora più sorprendente se si considera che prima di allora, l'uomo non aveva mai lavorato ad una soap. Anzi: in un'intervista, l'autore afferma che prima del 15 gennaio 2000 non aveva mai nemmeno visto una soap, e cioè fino a quando la Procter & Gamble gli aveva chiesto di sintonizzarsi su Così gira il mondo e Sentieri e decidere per quale delle due volesse scrivere. Sheffer trovò le storie di Sentieri poco interessanti e optò per Così gira il mondo, in cui - nonostante i temi fossero alquanto noiosi - trovò attori e personaggi molto interessanti.
Uno dei primi colpi di genio di Sheffer (forse proprio il colpo che gli ha procurato le critiche di cui sopra) è stato quello di mettere in scena storie di personaggi giovani, interpretati da attori "scippati" soprattutto alle soap della ABC, che aveva da tempo dato spazio a tali personaggi. Nel 2004, si comincia a delineare una predominanza di queste storie tanto che - spinto da fan e produttori alquanto delusi dal nuovo percorso dato alla soap - Sheffer sarà costretto a includere di nuovo in questi temi, vecchi personaggi e attori, come Kathryn Hays, Don Hastings e Helen Wagner. Ma, come già detto, nonostante le critiche, Così gira il mondo torna ai vecchi fasti e fa incetta di Emmy. Nel 2001 e nel 2003, vince il premio come "Migliore serie drammatica per il Daytime" (2001, 2003), mentre gli autori (con Sheffer in testa) vincono 3 Emmy come "Migliore team di sceneggiatori" (2001, 2002, 2004).
Il merito di Sheffer è stato sicuramente quello di aver puntato i piedi. Il suo ingresso a Così gira il mondo è stato quasi subito ostacolato nel 2001 quando la produttrice Mary Alice Dwyer-Dobbin impose dei cambiamenti nello staff degli sceneggiatori. Così, Hal Corley, Stephen Demorest e Richard J. Allen furono licenziati e sostituiti da donne. Lo scopo era quello di addolcire le storie nello show. Sheffer fu contro questa mossa (dichiarò in un'intervista che nella sala riunioni della soap era "circondato da donne"), soprattutto perché - come si vedrà a posteriori - il suo scopo era proprio all'opposto. La sua scrittura infatti dà ampio spazio al thriller. Basta ricordare il più famoso "mistero" messo in scena da Sheffer e che ha tenuto i fan con il fiato sospeso per mesi: la serie di omicidi al Memorial Hospital di Oakdale per mano del Dott. Rick Decker (interpretato dall'ex Jeff Colby di Dynasty, John James), che si scoprirà essere uno psicopatico.
Sheffer non dimentica comunque la parte saliente di ogni soap opera che si rispetti: il romanticismo. Sebbene anche in questo caso sia stato accusato di aver creato troppe "insta-couples" (termine che nel gergo delle soap indica quelle coppie messe insieme in modo frettoloso, a prescindere dall'alchimia fra gli attori coinvolti), durante il suo lavoro alla soap ha creato alcune coppie che sono durate nel tempo perché molto apprezzate dal pubblico: tra queste, vanno ricordate la coppia formata da Jack Snyder (Michael Park) e Carly Tenney (Maura West) - familiarmente chiamata "CarJack" e nominata ai Premi Emmy nel 2005 come "Most Irresistible Combination" (t.l. Migliore Combinazione Irresistibile) - e quella formata da Simon Frasier (Paul Leyden) e Katie Peretti (Terri Colombino), conosciuta anche con il termine aplologico "SKatie".
Nel 2005, c'è una brusca frenata per il successo del serial, almeno per quanto riguarda il Premio Emmy. Quell'anno, infatti, solo tre attori (Roger Howarth, Martha Byrne, Jennifer Ferrin) si aggiudicano la nomination e l'unico premio che la soap vince è quello alla migliore sceneggiatura. In quel frangente, però, Howard Sheffer non andrà a ritirare il premio, lasciando il palcoscenico a Jean Passanante, che sostituirà Sheffer a capo degli sceneggiatori della serie proprio quell'anno.

### Il "dopo-Sheffer" – Jean Passanante
A metà del 2005, subito dopo le celebrazioni per il 49º anniversario della soap, la CBS conferma la produzione di Così gira il mondo (e di Sentieri) fino a tutto il 2007, ma il budget viene tagliato e questa mossa spinge la produzione a ridurre lo stipendio degli attori più esosi.
Il ruolo temporaneo di capo-sceneggiatore di Jean Passanante diventa permanente e la donna sceglie Leah Laiman e Christopher Whitesell come suoi collaboratori diretti. Il lavoro della Passanante ricalca abbastanza fedelmente quello portato avanti fino ad allora da Sheffer, mescolandolo al suo stile unico. Durante i primi mesi del suo mandato, lo show si stabilisce al terzo posto tra le soap più viste, a discapito di altri serial, soprattutto General Hospital.

#### Essere gay a Oakdale
Il lavoro della Passanante a Così gira il mondo verrà ricordato principalmente per aver riportato all'attenzione del pubblico il tema dell'omosessualità. L'argomento non è certo nuovo per la sceneggiatrice. Durante i suoi precedenti lavori, accidentalmente la Passanante è stata presente alla nascita e/o all'evolversi di altri due personaggi gay: Billy Douglas (interpretato da un giovanissimo Ryan Phillippe) di Una vita da vivere e Bianca Montgomery, figlia di Erica Kane ne La valle dei pini, che allaccerà una relazione con Lena Kundera, stabilendo così il primato di prima coppia gay in assoluto ad apparire in una soap opera.
Nell'approcciare il tema, la Passanante mette a frutto l'insegnamento della Phillips, cercando di svelare i tormenti del giovane Luke Snyder in modo molto graduale e instillando nella mente dello spettatore il dubbio sulla sua sessualità. E prima che sia Luke a rivelare (a Jade) di essere gay, saranno i pensieri di Holden, suo padre, a dare delle risposte al pubblico. Ad un certo punto, i suoi tormenti prendono il sopravvento su quelli del figlio ed è interessante, in questo senso, l'espediente che gli sceneggiatori usano in un episodio per rendere in immagini l'inquietudine dell'uomo, mostrando la doppia reazione che il figlio potrebbe avere alla domanda "sei gay?".
L'omosessualità viene affrontata sotto varie sfaccettature: il peso di un segreto che non si vorrebbe fosse tale, la paura di essere emarginati da parte di familiari e amici (come farà Kevin, oggetto del desiderio e primo grande dolore del giovane Luke), il rifiuto di prendere coscienza di sé e mentire a sé stessi. In questo senso, emblematica è la figura di Noah Mayer, il futuro partner di Luke. Quando arriva ad Oakdale, per lavorare a fianco di Luke e di Maddie, il ragazzo inizierà una relazione con la ragazza. E quando Luke gli confiderà di essere attratto da lui, il ragazzo afferma senza esitazione di essere eterosessuale. Ma quando ad un certo punto - complice un bagno in piscina prima e una cravatta poi - Noah bacerà Luke, le cose non saranno più le stesse.

#### Effetto "Nuke"
Il fatidico bacio tra Luke e Noah provoca una serie di reazioni a catena. E non solo nella soap. Se nella storia tra i due, a questo punto, le cose procedono "come da copione" (Noah prima negherà ancora e poi ammetterà la sua attrazione per Luke, mentre suo padre cercherà di ostacolare la loro relazione in tutti i modi, anche attentando alla vita di Luke), nel pubblico e nei media, il bacio tra i due è stato visto prima come un evento - è la prima volta che in una soap si vede un bacio tra due uomini (e lo stesso dicasi di una coppia gay maschile) - ma si è poi trasformata in delusione.
Il famoso bacio ha mandato in agitazione i media. TV Guide ha nominato la coppia la migliore "supercouple" di soap opera, così come Entertainment Weekly, che in più considera quel bacio come una delle pietre miliari nella rappresentazione dei gay a Hollywood. La storia tra Luke e Noah (o semplicemente "Nuke", termine che così eleva la coppia al grado di "supercouple") e la ripercussione che ha avuto sui media ha fatto aumentare l'audience dello show, stabilendosi costantemente al terzo posto dopo Febbre d'amore e Beautiful.
Sicuramente, parte del successo della coppia (e dei suoi interpreti, Van Hansis - candidato al premio Emmy nel 2007 e nel 2008 - e Jake Silbermann) è dovuta a Internet, in particolare a YouTube. Sul famoso sito di raccolta di video, non solo il bacio è apparso già all'indomani dalla trasmissione (e tuttora è uno dei video più visti, con più di due milioni di visite), ma da allora in poi fan sfegatati di "Nuke" hanno creato una sorta di "soap nella soap" mettendo insieme tutte le scene in cui i due attori appaiono. Questo ha permesso la diffusione della soap in quei paesi (Italia compresa) in cui essa non è trasmessa e ha spinto molti americani a sintonizzarsi sulla CBS alle due del pomeriggio. La stessa CBS ha permesso che queste scene da Così gira il mondo girassero tranquillamente su YouTube, garantendosi, in questo modo, un'insperata pubblicità gratuita (a differenza della NBC che ha ritirato dal sito internet scene della soap Passions).

#### Baci proibiti
Man mano che la relazione tra Luke e Noah procede, il pubblico si accorge che la coppia viene mostrata in maniera differente da tutte le altre coppie della soap. Nonostante l'amore che si dichiarano, infatti, sembra che ai due non sia permesso baciarsi. Fan e media allora entrano in subbuglio e, attraverso il sito AfterElton.com, iniziano una "Kiss Campaign".
La campagna "pro-bacio" – scandita da un "LipLock Clock", che in seguito si è trasformato in "Consummation Clock", in attesa che la coppia consumasse il loro primo rapporto sessuale – viene ripresa anche dai media. Il Boston Globe riporta gli episodi più negativamente eclatanti in cui la coppia è stata censurata: nell'episodio natalizio del 2007, Luke e Noah si avvicinano per baciarsi sotto il vischio e la macchina da presa si appresta a spostarsi sul vischio stesso (e non è la prima volta che si assiste a un tale repentino movimento di macchina); nell'episodio di San Valentino (dello stesso anno), tutte le coppie della soap si scambiano un bacio, tranne loro. Il Boston Globe fa notare come oggi dovrebbero giocare a favore di "Nuke" serie televisive come Brothers & Sisters - Segreti di famiglia e talk show di personaggi dichiaratamente gay come Ellen DeGeneres e Rosie O'Donnell. In più, il coming out di Luke ha portato maggiore audience alla soap, e svariati premi, tra cui due da parte della GLAAD (Gay and Lesbian Alliance Against Defamation).
Nel marzo 2008, anche la Associated Press si occupa dei "baci proibiti" tra Luke e Noah, chiedendosi – a nome anche dei fan delusi – se questa scelta degli sceneggiatori sia da ascrivere a proteste da parte di associazioni religiose o di altro tipo.
Anche TV Guide entra nel merito della discussione, e nel numero del 7 aprile 2008, si chiede: «Perché la coppia formata da Luke e Noah di Così gira il mondo non può baciarsi, e tanto meno fare sesso? I dirigenti della CBS-Procter & Gamble sono omofobici? Sono stati spaventati da gruppi cristiani anti-gay? Oppure è solo un modo per garantirsi che i fan di Nuke si sintonizzino anche l'indomani? Quale sia la risposta, questa situazione rappresenta la più grande controversia nel mondo delle soap degli ultimi anni». Alle domande cerca di rispondere una portavoce della CBS, Barbara Bloom, la quale garantisce che non c'è omofobia nell'ambiente e che - nonostante certe scelte siano discutibili - prima o poi la storia tra Luke e Noah avrà il classico lieto fine, come succede per ogni coppia innamorata.
Nonostante il romanticismo della relazione tra Luke e Noah abbia avuto molti consensi, Jeannie Tharrington, portavoce della Procter & Gamble, e i responsabili della CBS hanno ammesso di avere ricevuto lamentele da una parte del pubblico. La American Family Association, gruppo conservatore con sede nel Mississippi, ha ricevuto centinaia di lettere di proteste dopo il fatidico bacio. Randy Sharp, portavoce dell'associazione, ha riferito che le parole più usate per bollare quel bacio sono state «ripugnante» e «offensivo». Già nel 2004, l'American Family Association aveva boicottato la Procter & Gamble a causa della sua politica "gay-friendly". Con la storia di Nuke ha fatto esplicita richiesta di mandare via i personaggi gay dalla soap, dato che «i vostri sceneggiatori possono scrivere delle buone storie che il pubblico generale guarderebbe senza sentirsi insultato».
Barbara Bloom ha comunque affermato che, al di là delle proteste, il supporto alla storia di Nuke da parte del pubblico è stato risolutivo. Ci sono stati segni che la relazione gay abbia fatto del bene alla soap. Durante l'evolversi del personaggio di Luke, come già detto, lo show si è stabilizzato al terzo posto dei rating Nielsen. La Bloom ha anche affermato di voler vedere il resto della storia tra Luke e Noah e che se questo implica anche il rapporto fisico, lei darà il suo supporto.
La protesta e la campagna "pro-bacio" sono rientrate a partire dalla puntata del 23 aprile 2008, quando Luke e Noah si sono baciati per la terza volta. Da lì in poi, moltissime scene sono state accompagnate dai baci, fino alla puntata del 12 gennaio 2009 in cui – inaspettatamente (soprattutto perché la coppia sembrava essersi separata definitivamente) – i due hanno suggellato il loro amore con il sesso. Anche in questo caso, però, si sono alzate delle voci di protesta per la maniera in cui il loro amplesso non è stato mostrato. Si è infatti preferito mettere in scena i due ragazzi solo dopo il rapporto, mentre si rivestono, pronti a riprendere la loro vita quotidiana. Questo ha messo di nuovo in agitazione la comunità omosessuale che ha visto in questa scelta l'ennesimo segno di disuguaglianza tra coppie eterosessuali e coppie gay.

## Personaggi e interpreti
| Attore               | Personaggio             | Anno                            |
| -------------------- | ----------------------- | ------------------------------- |
| Mary Kay Adams       | Neal Keller Alcott      | 1992–1993                       |
| Brooke Alexander     | Samantha Anderson       | 1994–1996                       |
| Sherri Alexander     | Samantha Anderson       | 1997–1998                       |
| Micah Alberti        | Caboto cresciuto        | 2004                            |
| Bobby Alford         | Bob Hughes              | 1956–1958                       |
| Joan Allison         | Claire inglese          | 1964-1965                       |
| Daniela Alonso       | Pilar Domingo           | 2004                            |
| Real Andrews         | Walker Daniels          | 2003–2004                       |
| Valentina de Angelis | Faith Snyder            | 2010                            |
| Sean Anthony         | Andy Dixon              | 1983–1984                       |
| Dimitra Arliss       | Donna greca             | 1987                            |
| Jennifer Ashe        | Meg Snyder              | 1986–1989, 1991–1994            |
| Tala Ashe            | Ameera Ali Aziz         | 2008                            |
| Hillary Bailey Smith | Margo Hughes            | 1983–1989                       |
| Maggie Baird         | Taylor Baldwin          | 1987–1988                       |
| Judith Barcroft      | Susan Stewart           | 1978                            |
| Hayley Barr          | Courtney Baxter         | 1990–1994                       |
| Kelli Barrett        | Maddie Coleman          | 2008-2009                       |
| Steve Bassett        | Seth Snyder             | 1986–1988, 1990–1994, 2001      |
| Susan Batten         | Connor Walsh            | 1997                            |
| Noelle Beck          | Lily Walsh              | 2008-2010                       |
| Claire Beckmann      | Sabrina Hughes          | 1990–1992                       |
| Gregory Beecroft     | Brock Lombardo          | 1989–1990                       |
| Chris Beetem         | Jordan Sinclair         | 2004-2005                       |
| Barbara Berjer       | Claire inglese          | 1964–1971                       |
| Jason Biggs          | Pete Wendell            | 1994–1995                       |
| Judith Blazer        | Ariel Aldrin Donovan    | 1982–1985                       |
| Hunt Block           | Craig Montgomery        | 2000–2005                       |
| Brian Bloom          | Dusty Donovan           | 1983–1988                       |
| Maysoon Zayid        | Comparsa                |                                 |
| Claire Bloom         | Orlena Grimaldi         | 1994–1995                       |
| Vasili Bogazianos    | Bud Simpson             | 2004                            |
| Cynthia Bostick      | Marcia Campbell         | 1979                            |
| Peter Boynton        | Tonio Reyes             | 1986–1992                       |
| Peter Brandon        | Donald Hughes           | 1966–1972                       |
| Joseph Breen         | Scott Eldridge          | 1992–1993                       |
| Jordana Brewster     | Nikki Munson            | 1995–1998                       |
| Colleen Broomall     | Danielle Andropoulos    | 1983–1989                       |
| Lisa Brown           | Iva Snyder Benedict     | 1985-2006                       |
| Susan Brown          | Adelaide Fitzgibbons    | 1988                            |
| Dylan Bruce          | Christopher Hughes II   | 2007–2008                       |
| Patricia Bruder      | Ellen Lowell            | 1960–1995, 1998                 |
| Scott Bryce          | Craig Montgomery        | 1982–1991, 1993–1994, 2007–2008 |
| Larry Bryggman       | John Dixon              | 1969–2004, 2010                 |
| Jensen Buchanan      | Vicky Hudson            | 1999–2001                       |
| Walter Burke         | John Hughes             | 1963                            |
| Martha Byrne         | Lily Walsh Snyder       | 1985–1989, 1993–2008            |
| Martha Byrne         | Rose D'Angelo           | 2000–2004, 2006                 |
| Kelly Campbell       | Frannie Hughes          | 1973–1974                       |
| Melaney Candel       | Frannie Hughes          | 1982                            |
| Eren Ross Cannata    | Christopher Hughes II   | 1990–1991                       |
| Dixie Carter         | Dorothy Connors         | 1983–1984                       |
| Finn Carter          | Sierra Esteban          | 1985–1988, 1990–1991, 1994      |
| Sharon Case          | Debbie Simon            | 1992–1993                       |
| Christopher Cass     | Scott Eldridge          | 1993                            |
| Holly Cate           | Janice Maxwell          | 1993–1995                       |
| Alexandra Chando     | Maddie Coleman          | 2005–2007, 2009–2010            |
| Doug Chapin          | Dan Stewart             | 1964                            |
| Judith Chapman       | Natalie Bannon          | 1975–1978                       |
| Leslie Charleson     | Alice Whipple           | 1966                            |
| Bailey Chase         | Christopher Hughes II   | 2003–2005                       |
| Shawn Christian      | Mike Kasnoff            | 1994–1997                       |
| John Colenback       | Dan Stewart             | 1966–73, 1976–1979              |
| Margaret Colin       | Margo Hughes            | 1981–1983                       |
| Mark Collier         | Mike Kasnoff            | 2002–2007, 2009                 |
| Terri Conn           | Katie Peretti           | 1998–2010                       |
| Kristen Connolly     | Josie Anderson          | 2008–2009                       |
| Frank Converse       | Ned Simon               | 1992–1994                       |
| Joan Copeland        | Joan Rogers             | 1966                            |
| Joan Copeland        | Greta Aldrin            | 1982                            |
| Daniel Cosgrove      | Christopher Hughes II   | 2010                            |
| Nicolas Coster       | Eduardo Grimaldi        | 1993–1995                       |
| Justine Cotsonas     | Sofie Duran             | 2007–2008                       |
| Keith Coulouris      | David Stenbeck          | 1999–2000                       |
| Christopher Cousins  | Colin Crowley           | 1990                            |
| Courteney Cox        | Bunny                   | 1984                            |
| Cassandra Creech     | Denise Maynard          | 1998–2001                       |
| Joseph Cross         | Casey Hughes            | 1999–2000, 2002–2004            |
| Ashley Crow          | Beatrice McKechnie      | 1986–1987                       |
| Ewa Da Cruz          | Vienna Hyatt            | 2006–2010                       |
| Joshua Dalin         | Danielle Andropoulos    | 1983                            |
| Les Damon            | Jim Lowell              | 1956–1957                       |
| Stuart Damon         | Ralph Manzo             | 2009–2010                       |
| Napiera Danielle     | Bonnie McKechnie        | 2001–2004                       |
| Toni Darnay          | Franny Brennan          | 1963–1965                       |
| John Dauer           | Jeremy Wheeler          | 1995–1996                       |
| Trent Dawson         | Henry Coleman           | 1999–2010                       |
| Lucy Deakins         | Lily Walsh Snyder       | 1984–1985                       |
| Loren Dean           | Buddy                   | 1989                            |
| Justin Deas          | Tom Hughes              | 1980–1984                       |
| Scott DeFreitas      | Andy Dixon              | 1985–1995, 1997–2000            |
| Dana Delany          | Hayley Hollister        | 1981                            |
| Leslie Denniston     | Carolyn DeWitt Crawford | 1990–1991                       |
| Colleen Dion         | Dahlia Ventura          | 2001–2002                       |
| Ellen Dolan          | Margo Hughes            | 1989–2010                       |
| Phoebe Dorin         | Penny Hughes            | 1971                            |
| James Douglas        | Grant Colman            | 1974–1981, 1988–1989, 1994–1995 |
| Wendy Drew           | Ellen Lowell            | 1956–1960                       |
| Jaime Nicole Dudney  | Georgia Tucker          | 1998–2000                       |
| Jessica Dunphy       | Alison Stewart          | 2002–2005                       |
| Robert Dwyer         | Andy Dixon              | 1980                            |
| Virginia Dwyer       | Janice Turner           | 1962                            |
| Randall Edwards      | Annie Stewart           | 1982                            |
| Tom Eplin            | Jake McKinnon           | 1999–2002                       |
| Roy Eudon            | Brad Snyder             | 1999                            |
| Carl T. Evans        | Nick Scudder            | 2001–2002                       |
| Judi Evans           | Maeve Stone             | 2009                            |
| Mary Beth Evans      | Sierra Esteban          | 2000–2005, 2010                 |
| Jennifer Ferrin      | Jennifer Munson         | 2003–2006                       |
| Jason Ferguson       | Andrew Dixon            | 1976–1979                       |
| William Fichtner     | Josh Snyder             | 1987–1989                       |
| Ann Flood            | Ruth Mansfield          | 1992–1993                       |
| Michael Forest       | Nick Andropoulos        | 1980–1982                       |
| David Forsyth        | Burke Donovan           | 1983                            |
| Conard Fowkes        | Donald Hughes           | 1978–1981, 1985–1986            |
| Mary Fox Kane        | Frannie Hughes          | 1991                            |
| Dan Frazer           | Dan McCloskey           | 1984–1996                       |

## Trasmissione internazionale
| Paese       | Stazione tv       | Inizio trasmissioni | Fine trasmissioni |
| ----------- | ----------------- | ------------------- | ----------------- |
| Stati Uniti | CBS               | 2 aprile 1956       | 17 settembre 2010 |
| Albania     | Vizion+           | 2008                | non più in onda   |
| Bulgaria    | Elfir 2           | 1993                | 1995              |
| Bulgaria    | Diema Family      | 2008                | 2009              |
| Canada      | Global TV / NTV   |                     | non più in onda   |
| Germania    | RTLplus           | 6 aprile 1992       | non in onda       |
| Italia      | Canale 5 / Rete 4 | 24 febbraio 1986    | 2 maggio 1992     |
| Macedonia   | Sitel             | 15 dicembre 2008    | non più in onda   |
| Messico     | American Network  |                     | non più in onda   |
| Paesi Bassi | RTL4 / RTL8       | 1990                | 22 febbraio 2012  |